# Juhayna Food Industries
Juhayna Food Industries  S.A.E. ist ein ägyptisches Unternehmen mit Sitz in Madinat asch-Schaich Zayid. Es ist tätig in der Nahrungsmittel- und Getränkeindustrie und produziert Milchprodukte, Konzentrate und Säfte. Das Unternehmen stellt über 200 Produkte her, die es in 62 Länder exportiert und über 34 Verteilzentren in 136.000 Verkaufsstellen vertreibt.

## Geschichte
Das Unternehmen wurde 1983 vom ägyptischen Ingenieur Safwan Thabet gegründet. Es unterzeichnete eine Vereinbarung mit dem Lebensmittelverpackungsunternehmen Tetra Pak.
Juhayna gründete durch eine Partnerschaftsvereinbarung mit dem auf Milchprodukte spezialisierten europäischen Unternehmen Arla Foods ein gemeinsames Unternehmen (Argo Food Industries).
Im Jahr 2008 begann Juhayna mit der Produktion seines Konzentratsegments, das als Rohstoff für Saftprodukte verwendet wird, durch die Gründung von Modern Concentrate Co. und die Übernahme von El Marwa Food Industries Co.
Im Jahr 2009 gründete Juhayna Al Enmaa for Agricultural Development & Livestock, um die landwirtschaftlichen und agrarwirtschaftlichen Aktivitäten durchzuführen. Im Jahr 2014 eröffnete Juhayna eine Eierfabrik für Milchprodukte in Assiut.
Im Jahr 2010 wurde Juhayna von einem Brand heimgesucht, der einen Großteil seiner Fabrik in Madinat as-Sadis min Uktubar zerstörte. Das Unternehmen konnte die Verluste schnell wieder wettmachen und seine starke Position auf dem ägyptischen Markt zurückgewinnen.

## Unternehmen
Der Umsatz verteilt sich wie folgt auf die einzelnen Produktfamilien:
- Milchprodukte (76,4 %): Marken Juhayna Milk, Juhayna Yogurt, Greek Yogurt, Bekhero, Rayeb, Halibo, Mix, Jino und Foam
- Konzentrate und Säfte (23,2 %): Marken Juhayna Juice, Pure und Bekhero Juice[5]

Juhayna Food Industries verfügt über 7 Tochtergesellschaften.
Im Jahr 2024 wurde das Unternehmen auf Platz 35 der Forbes-Liste der 50 wertvollsten Unternehmen in Ägypten geführt.
Es ist Mitglied im EGX 30 Index an der Egyptian Exchange.